# アトランチスの謎 (1978年の映画)
『アトランチスの謎』（アトランチスのなぞ、theatrical title: The Amazing Captain Nemo）は1978年に公開されたアメリカ合衆国のSFアドベンチャー映画。
監督アレックス・マーチ。ジュール・ヴェルヌの1870年の小説『海底二万里』の登場人物と設定に大まかに基づいている。ロバート・ブロックを含む6人で脚本が書かれている。

## キャスト
| 役名       | 俳優                       | 日本語吹替                                       |
| 役名       | 俳優                       | フジテレビ版                                     |
| ---------- | -------------------------- | ------------------------------------------------ |
| ネモ船長   | ホセ・フェラー             | 若山弦蔵                                         |
| カニンガム | バージェス・メレディス     | 千葉耕市                                         |
| トム       | トム・ハリック             | 有川博                                           |
| ジム       | バー・デベニング           | 堀勝之祐                                         |
| ケイト     | リンダ・デイ・ジョージ     | 鈴木弘子                                         |
| ミラー     | ウォーレン・スティーブンス | 寺島幹夫                                         |
| ティボール | ホルスト・ブッフホルツ     | 納谷六朗                                         |
| クック     | メル・ファーラー           | 阪脩                                             |
| トロツグ   | リチャード・アンガロラ     | 千葉順二                                         |
| トール     | メッド・フローリー         | 平林尚三                                         |
| 操舵手     | ランドルフ・ロバーツ       | 千田光男                                         |
| ボーク     | アンソニー・ギアリー       | 石丸博也                                         |
| シラク     | イェール・サマーズ         | 秋元羊介                                         |
| 部下       | アンソニー・マクヒュー     | 広瀬正志                                         |
|            |                            |                                                  |
| 演出       | 演出                       | 伊達渉                                           |
| 翻訳       | 翻訳                       | 佐藤一公                                         |
| 効果       | 効果                       | 遠藤堯雄 桜井俊哉                                |
| 調整       | 調整                       | 小野敦志                                         |
| 制作       | 制作                       | 東北新社                                         |
| 解説       | 解説                       | 高島忠夫                                         |
| 初回放送   | 初回放送                   | 1982年8月21日 『ゴールデン洋画劇場』 21:02-22:54 |